# Ратсхоф (парк)
Парк Ратсхоф (нем. Rathshof) — один из парков Кёнигсберга, нынешнего Калининграда. Парк сохранился до наших дней в полузаброшенном, неухоженном состоянии.
Расположен между улицами Бассейной и Лесопарковой, вдоль ручья Воздушный, рядом с Академией художеств (ныне школа № 21).

## История создания

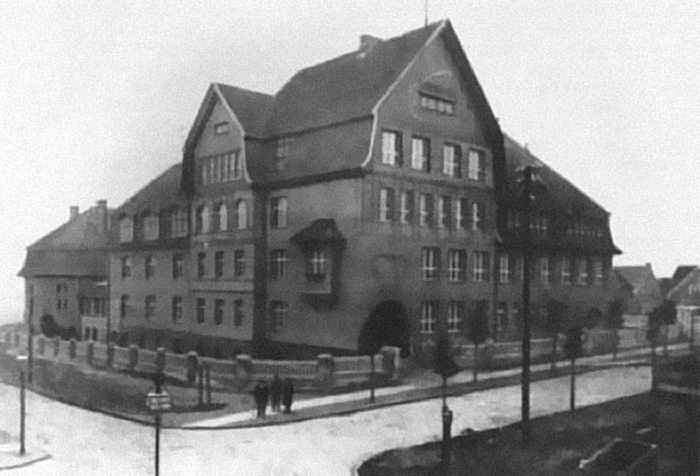
Школа им. И.Шеффнера

Ратсхоф (улица Вагоностроительная, район кинотеатра «Победа») первоначально принадлежал церковной общине Альтштадта. В 1533 году прихожане решили продать земельный участок. Участок поменял нескольких владельцев и в XVIII веке стал муниципальной собственностью Кенигсберга («Ратсхоф» — означает «городское хозяйство»). В 1806 году после поражения в войне с Наполеоном для выплаты большой контрибуции город решил продать Ратсхоф в частные руки.
После смены нескольких владельцев в 1843 году Ратсхоф оказался у Вильгельма Батоцки, который превратил долину ручья в великолепный парк.
Для детей рабочих в 1890 году построили большую школу, названную в 1910 году именем поэта-патриота Г. Шеффнера (1736−1820). Сейчас это школа № 14.
В северной части парка в 1916 году по проекту Фридриха Ларса построили новое здание для Академии художеств (сейчас — школа № 21 и музыкальный театр). Академии принадлежала и прилегающая территория, вплоть до улицы Дюрера (Лесопарковая) и парк вокруг ручья. Одна часть парка находится за нынешним стадионом «Пионер» и улицей Лейтенанта Катина. Вторая часть парковой зоны расположена между улицей Бассейной и улицей Лесопарковой, вдоль ручья Воздушного.
Ратсхоф включен в состав города Кёнигсберга к 1939 году.

## Планировка
В парке были устроены прогулочные дорожки со специальными экскурсионными маршрутами для гостей, каскад, пруд Хаммер, а также променад, тянувшийся вдоль ручья Ратсхофер Фрайграбен.

### Ручей Воздушный
Воздушный ручей (нем.  Rathshofer Freigraben - Ратсхофер Фрайграбен). Протекает с севера на юг от пруда Хаммертайх (пруд Пионерский), между улицами Бассейной и Лесопарковой, и впадает в Преголю напротив Лесной гавани. Место возле водопада снабжено шлюзовым домиком, которой украшен рельефом с Геркулесом.

### Рельеф Геркулес
Барельеф из ракушечника работы Станислауса Кауэра. Был создан в 1912—1913 годах и установлен на шлюзе пруда Хаммер—Тайх. Барельеф сохранился до наших дней (район улицы Бассейная и проспекта Мира).

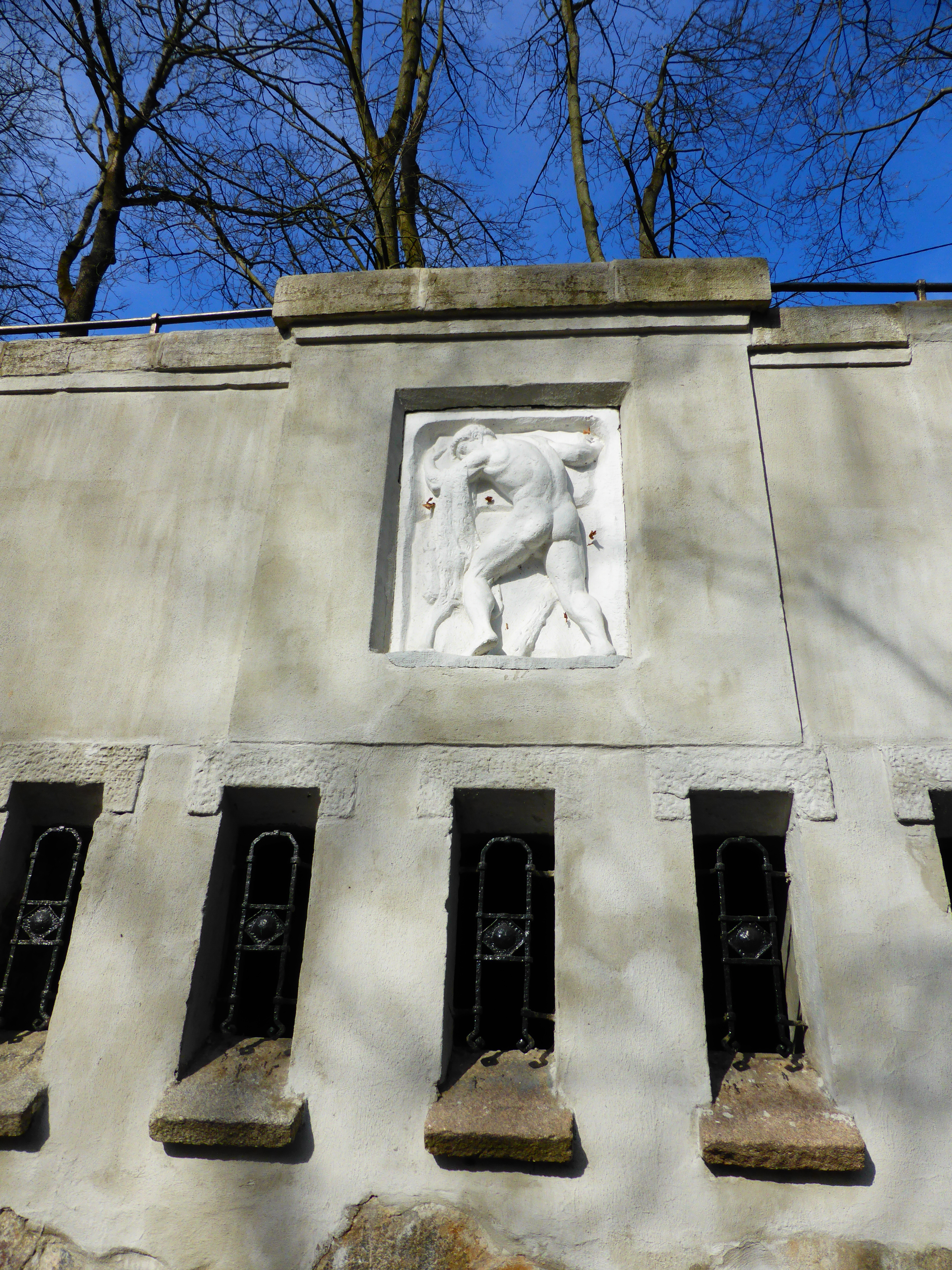
Рельеф Геркулес

### Княжеский овраг (Furstenschlucht)
Расположен севернее улицы Лейтенанта Катина, вдоль ручья Воздушного и улицы Бассейной. Слыл одним из самых романтических мест Кёнигсберга. В северной конечности оврага когда-то находилась гостиница «Княжеский пруд».
Также частью парковой зоны является школьный участок.

## Современное состояние
Ещё в 50-60 годы можно было отлично отдохнуть на берегу пруда, искупаться и позагорать, полюбоваться вековыми дубами и просто подышать свежим воздухом.
Ныне ручей загрязнен, шлюзовый домик разрушен. Рельеф Геркулес покрылся мхом и в некоторых местах потрескался. Пруд засорен мусором.
Парк зарос дикими кустарниками. Редкий дендрологический состав парка на грани вымирания. Полностью исчезли такие виды деревьев, как чёрная сосна, плакучий бук, плакучая ель, волшебный орех. Исчезают бук лесной, сосна веймутова, дуб черешчатый.
Часть Княжеского оврага находится под присмотром школы, потому находится не в таком экологическом загрязнении. Поросшие сорной травой дорожки; упавшие, неубранные, старые деревья; засыпанные землей ступеньки спуска к пруду и ручью — таким стал парк, бывший некогда излюбленным местом отдыха горожан.
В 2010 году в администрации города принято решение о строительстве канализационного коллектора большего диаметра для предотвращения аварийных переливов стоков в ручей Воздушный.